# Михаль
Михаль — река в России, протекает в Кетовском районе Курганской области. Устье реки находится в 10 км по левому берегу реки Ик у пионерлагеря имени Зои Космодемьянской. Длина реки составляет 24 км.
Притоки: Малый Михаль, Майорский (оба правые).

## Данные водного реестра
По данным государственного водного реестра России относится к Иртышскому бассейновому округу, водохозяйственный участок реки — Тобол от города Курган до впадения реки Исеть, речной подбассейн реки — Тобол. Речной бассейн реки — Иртыш.
Код объекта в государственном водном реестре — 14010500412111200002418.

## Населённые пункты
- п. Горелый Михаль
- кордон Горелый Михаль
- Глот (нежил.)